# 29212 Zeeman
29212 Zeeman este un asteroid din centura principală de asteroizi.

## Descriere
29212 Zeeman este un asteroid din centura principală de asteroizi. A fost descoperit pe 10 septembrie 1991 la Tautenburg de Freimut Börngen. Asteroidul prezintă o orbită caracterizată de o semiaxă mare de 2,88 ua, o excentricitate de 0,05 și o înclinație de 2,3° în raport cu ecliptica.